# Marcelo Cohen
Marcelo Cohen (Buenos Aires, 29 de septiembre de 1951-Buenos Aires, 17 de diciembre de 2022) fue un escritor, traductor y crítico literario argentino. Uno de los más destacados innovadores del género fantástico contemporáneo, su obra narrativa está compuesta de trece novelas y diez libros de cuentos. En ella, creó la geografía conocida como «el Delta Panorámico», que desarrolló en varios de sus libros, y su idioma, el «deltingo». Además, en el año 2003 fundó la revista cultural Otra Parte, que dirigió hasta su fallecimiento.

## Biografía
Su padre emigró a la Argentina a la edad de cinco años. Su madre tenía cuatro hermanas. El mismo Cohen ha señalado que en su casa no abundaban las obras literarias, y que su entorno, de clase media, más la nostalgia que a veces había en su hogar, lo llevó a evadirse con una literatura fantástica más bien sombría, con autores como Kafka, Philip K. Dick, Italo Calvino, J. G. Ballard y además por William Faulkner. También leyó varios poetas que algunas personas de su entorno le acercaron, como Fernando Pessoa, Eugenio Montale, Giuseppe Ungaretti, Ezra Pound y César Vallejo.
En 1963 comenzó a cursar el secundario en el Colegio Nacional de Buenos Aires. Trabajó desde los catorce años, fue vendedor de chocolates, recadero, etc. A comienzos de los setenta se relacionó con el grupo del taller literario Mario Jorge de Lellis, de orientación marxista, integrado entre otros por Daniel Freidemberg, Jorge Asís, Irene Gruss, Jorge Aulicino, Rubén Reches, Alicia Genovese.
Comenzó a estudiar letras en la Facultad de Filosofía y Letras de la Universidad de Buenos Aires pero no terminó la carrera. Estudió inglés, italiano y portugués en varias academias e institutos.
A finales de 1975, viajó a España y ante la aparición del gobierno de facto de 1976 en Argentina definió su estadía en el país europeo, la cual llegaría a durar veinte años. En 1993 conoció a Graciela Speranza, con quien contrajo matrimonio. A partir de 1996 residió en Buenos Aires.

## Periodismo y traducciones
Entre 1979 y 1981 colaboró con el suplemento literario del diario El País de Madrid. En 1980 se convierte en redactor de la revista literaria Quimera, de Barcelona. Desde que en 1982 cierra la revista El viejo topo —de la cual era Jefe-redactor—, comenzó a consolidarse en el oficio de traductor, con decenas de libros en su haber, entre los cuales se encuentran Fausto de Christopher Marlowe; El alquimista, de Ben Jonson; Lady Susan, de Jane Austen; Los cuadernos de notas, de Henry James; Sobre poesía y poetas, de T.S. Eliot; Ventanas Altas, de Philip Larkin; Exhibición de atrocidades, de J. G. Ballard; Poesías escogidas, de A.R. Ammons; Adagia, de Wallace Stevens; El precio era alto, dos volúmenes de cuentos, de Scott Fitzgerald; La máquina blanda y El billete que explotó, de William Burroughs; Escritos sobre Joyce , de Italo Svevo; Quincas Borba, de Machado de Assis y Felicidad clandestina, de Clarice Lispector, entre muchos otros. 
Hasta 1995 colaboró con el diario La Vanguardia, de Barcelona. Durante los últimos años de su residencia en España, y a su vuelta a Buenos Aires, colaboró  con frecuencia en el suplemento cultural del diario Clarín, uno de los primeros en reconocer la valía de sus primeros libros, cuando aún permanecía fuera de su país de origen. 
En 1999 colaboró en el guion del filme Invierno, mala vida o Winter Land coproducción de Argentina y Francia de autoría de Gregorio Cramer y Matías Oks.
En 2001 fundó y fue codirector de la revista de artes y letras Milpalabras. En 2002 fue director general de Shakespeare por escritores, proyecto de la editorial Norma para traducir las obras completas del dramaturgo y poeta inglés, que cuenta con la colaboración de cuarenta y dos escritores de once países.
Una de sus más prestigiosas traducciones del francés al castellano es Locus solus, de Raymond Roussel.
Algunos de sus ensayos y reseñas escritos entre 1986 y 2000 son publicados bajo el nombre ¡Realmente fantástico!, editado por Norma en 2003, año en que cesa la edición de Milpalabras y nace Otra parte, revista que funda y dirige junto a su esposa, la escritora Graciela Speranza. Desde 2004 dirigió la colección Línea C, de editorial Interzona.

## Estilo
Se lo reconoce por su prosa poco corriente. Todas sus obras poseen un estilo personal muy marcado,  en el cual se pueden hallar adjetivos, expresiones, y diversas innovaciones lingüísticas (neologismos como julinfo, frigatona, pulqui, o palabrística, nombres como Viol Minago, Aliano D'Evanderey o la isla Múrmora) que ayudan a definir ese universo especial del autor.
Una de las características en su escritura es el uso de realidades fantásticas, pero temporal y geográficamente indefinidas (a diferencia de algunos autores de ciencia ficción que desarrollan cronologías de futuros posibles bien definidos en el espacio-tiempo), donde el contexto y los problemas que confrontan sus personajes, son claras alusiones a situaciones del presente. La escasa cercanía al género realista en su producción literaria lo mantiene cerca de lo fantástico y de la ciencia ficción, aunque no es estrictamente necesario encasillarlo en géneros específicos, aún más cuando los límites de estos se han vuelto, con los años, menos definidos. Algunos de sus libros fueron traducidos al inglés, francés y sueco.

## Obra

### Novela
- El país de la dama eléctrica (1ª edición). Argentina: Bruguera. 1984. ISBN 978-950-561-054-9.
- Insomnio (1ª edición). España: Muchnik. 1986. ISBN 9788485501984.
- El sitio de Kelany (1ª edición). Argentina: Ada Korn. 1987. ISBN 978-950-9540-15-6.
- El oído absoluto (1ª edición). Argentina: Grupo Editorial Norma. 2006. ISBN 978-987-545-427-9. 1ª edición en España (1989)
- El testamento de O''Jaral (1ª edición). Argentina: Alianza Editorial. 1995. ISBN 978-950-40-0126-3.
- Inolvidables veladas (1ª edición). España: Minotauro. 1996. ISBN 9788445072462.
- Tristezas de una tarde de sábado (1ª edición). Argentina: Ambrosía. 2001. ISBN 978-987-1049-14-1.
- Donde yo no estaba (1ª edición). Argentina: Grupo Editorial Norma. 2006. ISBN 978-987-545-385-2.
- Impurezas (1ª edición). Argentina: Grupo Editorial Norma. 2007. ISBN 978-987-545-465-1.
- Casa de Ottro (1ª edición). Argentina: Aguilar, Altea, Taurus, Alfaguara. 2009. ISBN 978-987-04-1331-8.
- Balada (1ª edición). Argentina: Aguilar, Altea, Taurus, Alfaguara. 2011. ISBN 978-987-04-1973-0.
- Gongue (1ª edición). Argentina: Interzona Editora. 2012. ISBN 978-987-1180-97-4.
- Algo más (1ª edición). Argentina: Páprika. 2015. ISBN 978-987-45544-9-9.

### Cuento
- 1972 - Lo que queda. Argentina: Ediciones L.H.
- 1975 - Los pájaros también se comen.  Argentina: Editorial Boedo.
- 1981 - El instrumento más caro de la tierra (relatos)
- 1984 - El buitre en invierno
- 1992 - El fin de lo mismo
- 1998 - Hombres amables (relatos)
- 2001 - Los acuáticos
- 2003 - La solución parcial
- 2018 - La calle de los cines
- 2022 - Llanto verde

### Ensayo
- 1999 - Buda
- 2002 - Roberto Bolaño: la escritura como tauromaquia (con texto «Donde mueren los poetas»)
- 2003 - ¡Realmente fantástico! y otros ensayos
- 2014 -  Música Prosaica
- 2017 - Un año sin primavera (1ª edición). Argentina: Entropía. ISBN 978-987-1768-42-4.
- 2024 - Una morada ambulante (escritos sobre poesía). Compilación y prólogo: Juan F. Comperatore. Entropía. ISBN 978-987-1768-86-8

## Premios
- 2004: Premio Konex en la categoría Novela, Quinquenio 1999-2003[13]
- 2012: Premio de la Crítica de la Fundación El Libro por Balada[14]
- 2022: Rosa de Cobre de la Biblioteca Nacional en reconocimiento a su obra[15]